# 摘星之旅
《摘星之旅》（英語：Growing Through Life）是香港電視廣播有限公司與上海東方傳媒（集團）有限公司合作攝製的時裝劇集，由劉松仁、林峯、黃宗澤、葉童及趙子琪領銜主演，並由梁靖琪、林嘉華、吕有慧及宋汶霏聯合主演，監製梁家樹、蔡晶盛，出品人黎瑞剛、李寶安。此劇為2010無綫節目巡禮劇集之一。

## 故事大綱
海星（林峯飾）生於富豪之家，但卻不是二世祖，他決意要做個有良心的實業家，厭惡為人勢利的叔父、嶸海集團總裁海亮（劉松仁飾）的財技炒賣。海亮欲收購海星與母親何蕙心（呂有慧飾）合力經營的家電廠，海亮妻子鄭明珠（葉童飾）及女兒海美思（梁靖琪飾）為海星求情，海亮始答應暫緩收購計劃，但他覬覦廠房的地皮，暗中安插方麗京（趙子琪飾）到工廠故意搗亂，蕙心為阻止海亮的收購戰，向他揭露了一件驚人大秘密......
海星受挫但尚未放棄，他忍辱負重，重新回到嶸海集團，伺機向海亮反擊。海星為保其父產業，召來打算回國發展的好友鍾林大（黃宗澤飾）在海氏並肩作戰，林大為集團作出一次重要的買賣，令集團營利大幅提升，海亮開始注意林大的才能而提拔他，卻被林大發現一個驚人的秘密......
林大不甘身邊重視的人，包括父親鍾建成（林嘉華飾）及麗京，全都心向海星，自己卻只能充當陪襯，漸漸憎恨海星，誓要把他擊倒。林大首先向美思埋手，假意向發生交通意外的美思無私奉獻，令一直暗戀林大的美思深受感動，繼而令海亮完全放下對林大的戒心，讓他在集團內掌握更大的實權。明珠對林大印象良好，這跟海亮意見相左，但最後海亮也贊同了，且著力替他們辦了一個童話式的世紀訂婚宴，哄動全城......
其後，海星及海亮不單被林大出賣，海星的未婚妻祝耀群（宋汶霏飾）更突然取消婚約。因收購戰與海星兩敗俱傷的海亮，無力抵抗林大的收購，只能眼白白看着嶸海集團被林大吞去。林大終成為了嶸海集團的主席，他即時與美思解除婚約，明珠見美思傷心，悲慟不已。年事已高，加上多番折騰，海亮已心力交瘁。最終，現實逼海星在血親之間展開幕幕商戰廝殺......

## 演員表

### 海家
| 演員   | 角色   | 關係/暱稱 |
| 胡諾言 | 海 洋  | 嶸海集團前主席兼總裁 海亮之亡兄 何蕙心之亡夫 海星非親生之父，實為大伯父 已去世 |
| 呂有慧 | 何蕙心 | 海洋之妻 海星之母 海亮之大嫂兼前女友 海美思之伯娘 方丽京之奶奶 於第20集心臟病發逝世 青年由王淑玲飾演 |
| 劉松仁 | 海 亮  | Albert 嶸海集團主席兼總裁 為人没人性，不择手段，阴险狡猾 后为星满天家电厂顾问 海洋之弟 鄭明珠之夫 何蕙心之叔仔兼前度男友 海星之二叔，實為其父 海美思之父 鍾林大之外父兼天敵 方丽京之老爷 老叶、招总之生意夥伴 於第24集被鍾林大踢下山昏迷 於第25集甦醒後失憶 於第26集恢复记憶 於第29集被鍾林大開車撞死 青年由敖嘉年飾演 |
| 葉 童  | 鄭明珠 | Liza 咖啡店老闆 海亮之妻 海美思之母 海星之二嬸 鍾林大之外母 曾与钟林大勾结，事實是被其利用 于第18集因滚下楼梯而流产 |
| 林 峯  | 海 星  | Hanson 星滿天家電廠東主 后兼任嶸海集團主席 海洋非親生之子，實為侄 何蕙心之子 海亮之侄，實為親生子 海美思之堂兄，實為同父異母兄 鍾林大之好友，後來反目 方麗京之男友、后为丈夫 麥愛玲之女婿 方麗霞之姐夫 祝耀群之前未婚夫 曾被祝耀光出卖 被钟林大陷害                                                                    |
| 趙子琪 | 方丽京 | 海星之女友、后为妻子并怀有身孕 海亮、何蕙心之媳妇 参见方家 |
| 梁靖琪 | 海美思 | Macy 實習醫生 海亮、鄭明珠之女 海星之堂妹，實為同父異母妹 鍾林大之妻 于第28集和锺林大离婚 鍾建成之媳婦 祝耀群之情敌 方丽京之好友兼姑仔 |
| 廖麗麗 | 好 姐  | 海亮家工人 |

### 鍾家
| 演員   | 角色   | 關係／暱稱 |
| 林嘉華 | 鍾建成 | 鍾叔 星滿天家電廠廠長 鍾林大之父，後來反目，於第30集和好 海美思之老爷 於第30集為捐肝救鍾林大而死 |
| 黃宗澤 | 鍾林大 | 本劇終極大反派，後悔改 Linus 嶸海集團員工 原為星滿天家電廠副总经理 于第2集回深圳 鍾建成之子，後來反目，於第30集和好 海星之好友，後來反目，於第30集和好 海亮之天敵 海美思之夫，後反目 于第28集和海美思离婚 海亮、鄭明珠之女婿，後反目 暗戀方麗京，後反目 祝耀群之前男友、后与其外遇 曾与鄭明珠勾结 与周卓威、老叶、索羅勾结 於第24集踢海亮下山 於第29集開車撞死海亮 於第30集自首，最終入獄 |
| 梁靖琪 | 海美思 | Macy 钟林大之妻 鍾建成之媳妇 参见海家 |

### 方家
| 演員   | 角色   | 關係／暱稱 |
| 朱咪咪 | 麥愛玲 | 方麗京、方麗霞之母 海星之外母 |
| 趙子琪 | 方麗京 | 原为嶸海集團行政文員，後為嶸海集團高級行政助理（于第23集被钟林大解雇），最後为星滿天家電廠员工 海星之女友、后为妻子并怀有身孕 麥愛玲之长女 方麗霞之姊 海亮、何蕙心之媳妇 鍾林大之暗戀對象 海美思之好友兼大嫂 曾被海亮強迫在星滿天家電廠做間諜 患有血管瘤，后自行康复 粵語版由羅敏莊配音 |
| 楊秀惠 | 方麗霞 | 麥愛玲之幼女 方麗京之妹 海星之姨仔 |

### 嶸海集團
| 演員   | 角色   | 關係／暱稱                                                                            |
| 劉松仁 | 海 亮  | Albert 主席兼總裁→执行董事→过世 參見海家                                              |
| 葉 童  | 鄭明珠 | Liza 董事→主席兼總裁→主席→董事 參見海家                                               |
| 林 峯  | 海 星  | Hanson 市場部主任→投资部經理→投资部总监→被钟林大陷害并赶出集团→主席 參見海家          |
| 黃宗澤 | 鍾林大 | Linus 市場部副主任→投资部助理经理→投资部经理→财务部总监→總裁→主席兼總裁→自首 參見鍾家 |
| 陳國邦 | 周卓威 | Wilson 江大春之表外甥 總裁助理 後與鍾林大勾結                                         |
| 趙子琪 | 方麗京 | 海星之行政助理 于第23集被钟林大解雇 參見方家                                          |
| 羅樂林 | 張 華  | 董事 市场部总监 于第28集被钟林大革职 于第30集被海星复职                               |
| 黃智賢 | 林万豪 | Michael 投资部总监 于第18集被海亮革职                                                 |
| 張嘉兒 | Fanny  | 總裁秘書                                                                              |
| 秦 煌  | 桂 叔  | 董事                                                                                  |
| 李鴻   | 李 叔  | 董事                                                                                  |
| 鄧英敏 | 陳 叔  | 董事                                                                                  |
| 周家怡 | Kay    | 投资部职员                                                                            |
| 陳 堃  | Steven | 市場部職員                                                                            |
| 何婷恩 |        | 市場部職員                                                                            |
| 陳安瑩 | Ada    | 人事部職員                                                                            |

### 祝家
| 演員   | 角色   | 關係／暱稱 |
| 張國強 | 祝耀光 | Raymond 茂浦集團老闆 祝彦之长子 祝耀群之兄 曾出卖海星 特别演出 |
| 宋汶霏 | 祝耀群 | Ella 茂浦集團公關經理 海星之前未婚妻 鍾林大之前女友兼外遇对象 祝彦之幼女 祝耀光之妹 海美思之情敌 间接害死海亮 于第9集离开深圳避去外国 于第19集回来深圳再次重遇海星 |
| 黃鳳琼 | 三 姐  | 祝家工人 |

### 其他演員
| 演員   | 角色       | 關係／暱稱                                                                       |
| 駱應鈞 | 老 葉      | 叶鼎丰集团老闆 嶸海集團非執行董事 海亮之生意夥伴 與海亮口和心不和 後與鍾林大勾結 |
| 艾 威  | 招 总      | 燕豪集团老闆 海亮之生意夥伴 曾狙击嵘海                                           |
| 布偉傑 | 索 羅      | 國際基金大鱷 欲借貸予海星以狙擊海亮 與鍾林大勾結                                 |
| 梁政珏 | 阿 花      | 星满天家电厂员工                                                                 |
| 張松枝 | 莫医生     | 脑科医生 海美思之同事 方丽京之主诊医生                                           |
| 高鈞賢 |            | 方麗霞之前男友                                                                   |
| 楊英偉 |            | 偵探 幫助海亮調查鍾林大                                                          |
| 郭德信 | 蒲律師     | 海美思控方律師，控告鍾林大詐騙                                                   |
| 華忠男 | 家電廠股東 |                                                                                  |
| 周家蔚 | 阿 英      |                                                                                  |
| 卓 躒  | 家電廠工人 |                                                                                  |
| 江富強 | 家電廠工人 |                                                                                  |
| 陳宙希 | 家電廠工人 |                                                                                  |
| 鄺佐輝 | 盧教授     | 醫生 海美思之上司                                                                |
| 黃子衡 | 急症室醫生 |                                                                                  |
| 曾琬莎 | 急症室護士 |                                                                                  |
| 鍾 煌  | 急症室護士 |                                                                                  |
| 單俊偉 | 流浪漢     |                                                                                  |
| 戴志偉 | 李醫生     | 海美思之同事                                                                     |
| 李漫芬 | 護 士      |                                                                                  |
| 何俊軒 | 獸 醫      |                                                                                  |
| 魏惠文 | 報館總輯   |                                                                                  |
| 鄭世豪 | 地產經紀   |                                                                                  |
| 戴耀明 | 地產經紀   |                                                                                  |
| 李啟傑 | 地產經紀   |                                                                                  |
| 沈震軒 | 地產經紀   |                                                                                  |
| 鍾建文 | 經理人     |                                                                                  |
| 張漢斌 | 物理治療師 |                                                                                  |
| 王俊棠 | 富 豪      |                                                                                  |
| 李岡龍 | 富 豪      |                                                                                  |
| 陳狄克 | 王 伯      |                                                                                  |
| 裘卓能 | 年輕成     |                                                                                  |
| 馮素波 | 發 嫂      |                                                                                  |
| 凌禮文 | 何 伯      |                                                                                  |
| 楊瑞麟 | 朱老闆     |                                                                                  |
| 梁健平 | 何 總      |                                                                                  |

## 製作團隊
- 出品人：黎瑞剛 李寶安
- 總監製：陳　梁 梁家樹
- 總策劃：楊文紅 蘇　曉
- 導演：周　波 蔡晶盛
- 出品: 香港電視廣播有限公司，上海東方傳媒（集團）有限公司，SMG尚世影业(中國發行)
- 電視劇發行許可證編號: 廣外合審字（2010）第010號
- 電視劇製作許可證編號: 甲第199號

## 記事
- 2009年2月16日：此劇正式於深圳開機拍攝。
- 2009年6月9日：此劇於上海國際電視節開幕式舉行之記者會。林峯因演唱會採排而缺席此活動。
- 2009年8月26日：參展北京2009年中国国际影视节目展。
- 2010年8月6日：此劇於上海世博会香港馆舉行宣傳活動。
- 2010年8月8日：此劇12:30於觀瀾湖高爾夫球會深圳會所泳池舉行《摘星之旅》啓航禮宣傳活動。
- 2010年8月23日：由於播放特別新聞報道有關馬尼拉人質事件，此劇暫停播映。
- 2010年8月25日：由於播放特別新聞報道有關馬尼拉人質事件，此劇順延至21:20播映。

## 軼事
- 此劇「祝耀群」原定由锺嘉欣飾演，後因檔期問題辭演，改由著名演员宋汶霏顶上
- 此剧是黄宗泽、梁健平、敖嘉年、黄凤琼、杨英伟、杨秀惠、艾威、戴耀明、邓英敏、邝佐辉、黎彼得、郑世豪、郭德信继《野蛮奶奶大战戈师奶》之后，第二次合作演出。
- 此剧是张嘉儿、林嘉华、陈国邦、张松枝、杨英伟、周家怡、秦煌、朱咪咪继《女人最疼》之后，第二次合作演出。
- 此劇是梁靖琪、劉松仁、陳國邦、林峯、駱應鈞、王俊棠繼《歲月風雲》之後，第二次合作演出。
- 此剧是张松枝、杨秀惠、高钧贤、罗乐林、梁健平、王俊棠继《法证先锋II》之后，第二次合作演出
- 此劇是罗乐林、劉松仁、艾威、李鸿杰、郭德信、邝佐辉、廖丽丽、王俊棠繼《原来爱上贼》之後，第二次合作演出。
- 此劇是艾威、葉童、林嘉華、楊秀惠繼《奸人堅》之後，第二次合作演出。
- 此劇是林嘉華、梁靖琪、羅樂林繼《師奶股神》、《蔡鍔與小鳳仙》之後，第三次合作演出；其中劉松仁亦有參演《蔡鍔與小鳳仙》。
- 此劇是林峯和黃宗澤繼《天涯俠醫》、《覆雨翻雲》、《溏心風暴》和《溏心風暴之家好月圓》之後，第五次合作演出。
- 此劇是黃宗澤首次飾演反派。

## 收視
以下為本劇於香港無綫電視翡翠台、高清翡翠台及广州地区之收視紀錄：
| 週次 | 集數  | 日期                  | 平均收視 | 最高收視 | 百分比 | 广州省网 | 广州市网 | 广州收视合计 |
| 1    | 01-05 | 2010年8月9日-8月13日  | 25點     | 29點     |        | 3.65     | 5.33     | 8.98         |
| 2    | 06-10 | 2010年8月16日-8月20日 | 25點     |          |        | 3.61     | 4.69     | 8.30         |
| 3    | 11-14 | 2010年8月24日-8月27日 | 25點     |          |        | 3.81     | 4.92     | 8.73         |
| 4    | 15-19 | 2010年8月30日-9月3日  | 26點     |          |        | 4.05     | 5.15     | 9.20         |
| 5    | 20-24 | 2010年9月6日-9月10日  | 25點     |          |        | 3.59     | 4.41     | 8.00         |
| 6    | 25-30 | 2010年9月13日-9月17日 | 27點     | 32點     |        |          |          |              |

## 獎項

### 星和無綫電視大獎2011
- 我最愛TVB主題曲/歌曲 - 林峯《我們很好》
- 我最愛TVB電視男角色 - 鍾林大（黃宗澤飾演）

## 電視節目的變遷
| 天天天晴 -11月26日          |                                                              |                                                              |                            |
| 上一套： 施公奇案II -8月7日 | 翡翠台／高清翡翠台第二綫劇集（2010） 摘星之旅 8月9日-9月17日 | 翡翠台／高清翡翠台第二綫劇集（2010） 摘星之旅 8月9日-9月17日 | 下一套： 翻叮一族 9月20日- |
| 女人最痛 -8月20日           | 女人最痛 -8月20日                                            | 公主嫁到 8月23日-                                            | 公主嫁到 8月23日-          |

| 馬來西亞 Astro On Demand劇集首映 20:30-21:15 時段 | 馬來西亞 Astro On Demand劇集首映 20:30-21:15 時段 | 馬來西亞 Astro On Demand劇集首映 20:30-21:15 時段 |
| ------------------------------------------------- | ------------------------------------------------- | ------------------------------------------------- |
|                                                   | 摘星之旅 （2010.08.09 - 2010.09.17）              |                                                   |
| 施公奇案II （2010.07.12 - 2010.08.07）            | 翻叮一族 （2010.09.20 - 2010.10.15）              |                                                   |

| 星和视界 娱家戏剧台 劇集首映 21:00-22:00 時段 | 星和视界 娱家戏剧台 劇集首映 21:00-22:00 時段 | 星和视界 娱家戏剧台 劇集首映 21:00-22:00 時段 |
| --------------------------------------------- | --------------------------------------------- | --------------------------------------------- |
|                                               | 摘星之旅 （2011.02.18 - 2011.03.31）          |                                               |
| 施公奇案II （2011.01.20 - 2011.02.17）        | 公主嫁到 （2011.04.01 - 2011.05.16）          |                                               |

| 美國 翡翠娛樂台 19:00-20:00 時段（西岸時間） | 美國 翡翠娛樂台 19:00-20:00 時段（西岸時間） | 美國 翡翠娛樂台 19:00-20:00 時段（西岸時間） |
| -------------------------------------------- | -------------------------------------------- | -------------------------------------------- |
|                                              | 摘星之旅 （2011.08.01 - 2011.09.09）         |                                              |
| 真相 （2011.06.27 - 2011.07.29）             | 施公奇案II （2011.09.12 - 2011.10.10）       |                                              |

| Astro華麗台 星期一至五 21:30-22:30 時段 | Astro華麗台 星期一至五 21:30-22:30 時段        | Astro華麗台 星期一至五 21:30-22:30 時段 |
| --------------------------------------- | ---------------------------------------------- | --------------------------------------- |
|                                         | 摘星之旅 （2011.09.12 - 2011.10.21）           |                                         |
| 公主嫁到 （2011.07.28 - 2011.09.09）    | 巾幗梟雄之義海豪情 （2011.10.24 - 2011.12.06） |                                         |